# Härryda (Gemeinde)
Koordinaten: 57° 40′ N, 12° 7′ O

Härryda ist eine Gemeinde (schwedisch kommun) in der westschwedischen Provinz Västra Götaland und der historischen Provinz Västergötland.
Hauptort der Gemeinde ist Mölnlycke. In Landvetter liegt mit dem gleichnamigen Flughafen Göteborg/Landvetter Schwedens zweitgrößter internationaler Flughafen.

## Größte Orte
In der Reihenfolge ihrer Bevölkerungszahl:
- Mölnlycke
- Landvetter
- Hindås
- Rävlanda
- Härryda (Stadt)
- Hällingsjö.